# Zapasy na Letnich Igrzyskach Olimpijskich 1972 – kategoria powyżej 100 kg w stylu klasycznym
Zmagania mężczyzn powyżej 100 kg to jedna z dziesięciu męskich konkurencji w zapasach w stylu klasycznym rozgrywanych podczas Letnich Igrzysk Olimpijskich 1972. Pojedynki w tej kategorii wagowej odbyły się w dniach 6 – 10 września.

## Zasady[1]
Punktacja opierała się na systemie "złych punktów karnych". Zwycięzca otrzymywał zero punktów za wygraną przez "tusz" (łopatki) lub dyskwalifikację; pół punktu za przewagę techniczną, a jeden za zwycięstwo na punkty. Dwa punkty przyznawano za remis, a dwa i pół za remis i pasywność. Za porażkę na punkty zawodnik otrzymywał trzy punkty. Przegrana przez przewagę techniczną skutkowała 3,5 punktami karnymi, a za łopatki lub dyskwalifikację przyznawano 4 punkty karne. Uzyskanie sześciu lub więcej punktów eliminowało zapaśnika z turnieju. Najlepsza trójka walczyła w rundzie finałowej.

## Klasyfikacja[2]
| Pozycja | Nazwisko          | Kraj              |
| ------- | ----------------- | ----------------- |
| 1       | Anatolij Roszczin | ZSRR              |
| 2       | Aleksandyr Tomow  | Bułgaria          |
| 3       | Victor Dolipschi  | Rumunia           |
| 4       | Ištvan Semeredi   | Jugosławia        |
| 4       | József Csatári    | Węgry             |
| 6       | Wilfried Dietrich | RFN               |
| 7       | Chris Taylor      | Stany Zjednoczone |
| 8       | Petr Kment        | Czechosłowacja    |
| 9       | Raimo Karlsson    | Finlandia         |
| 9       | Tomomi Tsuruta    | Japonia           |
| 9       | Miguel Zambrano   | Peru              |
| 9       | Edward Wojda      | Polska            |

## Wyniki

### Pierwsza runda[3]
| Zwycięzca         | Punkty karne | Wynik   | Przegrany        | Punkty karne |
| ----------------- | ------------ | ------- | ---------------- | ------------ |
| Ištvan Semeredi   | 0            | Łopatki | Miguel Zambrano  | 4            |
| József Csatári    | 0            | Łopatki | Tomomi Tsuruta   | 4            |
| Wilfried Dietrich | 0            | Łopatki | Chris Taylor     | 4            |
| Petr Kment        | 0            | Łopatki | Raimo Karlsson   | 4            |
| Anatolij Roszczin | 0            | Łopatki | Victor Dolipschi | 4            |
| Aleksandyr Tomow  | 0            | Łopatki | Edward Wojda     | 4            |

### Druga runda[4]
| Zwycięzca         | Punkty karne | Wynik     | Przegrany        | Punkty karne |
| ----------------- | ------------ | --------- | ---------------- | ------------ |
| Ištvan Semeredi   | 0            | Łopatki   | Tomomi Tsuruta   | 8            |
| József Csatári    | 0            | Łopatki   | Miguel Zambrano  | 8            |
| Chris Taylor      | 4            | Łopatki   | Petr Kment       | 4            |
| Wilfried Dietrich | 0            | Łopatki   | Raimo Karlsson   | 8            |
| Victor Dolipschi  | 4            | Łopatki   | Edward Wojda     | 8            |
| Anatolij Roszczin | 1            | Na punkty | Aleksandyr Tomow | 3            |

### Trzecia runda[5]
| Zwycięzca         | Punkty karne | Wynik                                   | Przegrany         | Punkty karne |
| ----------------- | ------------ | --------------------------------------- | ----------------- | ------------ |
| Ištvan Semeredi   | 4            | Obustronna dyskwalifikacja za pasywność | József Csatári    | 4            |
| Victor Dolipschi  | 4            | Łopatki                                 | Wilfried Dietrich | 4            |
| Anatolij Roszczin | 2            | Na punkty                               | Petr Kment        | 7            |
| Aleksandyr Tomow  | 3            | Bez walki                               |                   |              |
| Chris Taylor      |              | Wycofał się                             |                   |              |

### Czwarta runda[6]
| Zwycięzca         | Punkty karne | Wynik     | Przegrany       | Punkty karne |
| ----------------- | ------------ | --------- | --------------- | ------------ |
| Aleksandyr Tomow  | 3            | Łopatki   | Ištvan Semeredi | 8            |
| Victor Dolipschi  | 4            | Łopatki   | József Csatári  | 8            |
| Anatolij Roszczin | 2            | Bez walki |                 |              |

### Runda finałowa[7]
| Zwycięzca         | Punkty karne | Wynik     | Przegrany                                     | Punkty karne |
| ----------------- | ------------ | --------- | --------------------------------------------- | ------------ |
| Anatolij Roszczin | 1            | Na punkty | Aleksandyr Tomow (zaliczony wynik z II rundy) | 3            |
| Aleksandyr Tomow  | 5            | Remis     | Victor Dolipschi                              | 2            |
| Anatolij Roszczin | 1            | Łopatki   | Victor Dolipschi (zaliczony wynik z I rundy)  | 6            |